# Örebro Rådhus AB
Örebro Rådhus AB är ett svenskt förvaltningsbolag som agerar moderbolag för de verksamheter som Örebro kommun har valt att driva i aktiebolagsform. Bolaget ägs helt av kommunen.

## Bolag
Källa: 
- Futurum Fastigheter i Örebro AB (100%)
- Kumbro Utveckling AB (80%)
- Länsmusiken i Örebro AB (91%)
- Länsteatern i Örebro AB (9%)
- Oslo-Stockholm 2.55 AB (16,6%)
- Region Örebro Innovation AB (20%)
- Vätternvatten AB (76,65%)
- Örebro läns Flygplats AB (44,95%)
- Örebro Parkering AB (100%)
- Örebrobostäder Aktiebolag (Öbo) (100%)
- Örebrokompaniet AB (100%)
- Örebroporten Fastigheter AB (100%)